# 秋本美空
秋本 美空（あきもと みく、2006年8月18日 - ）は、日本の女子バレーボール選手。

## 来歴
神奈川県出身。元日本代表の大友愛の長女として生まれる。小学校2年生のとき、つくばユナイテッドアカデミーでバレーボールを始める。
2019年、共栄学園中学校に進学。中学校時代は主にオポジットを担い、ミドルブロッカーやセッターを経験した。
2021年、全国都道府県対抗中学大会に出場し、オリンピック有望選手賞を受賞した。
2022年3月、共栄学園高等学校入学前ながら同校の選手として全国私立高等学校男女選手権大会（さくらバレー）に出場し、高校バレーデビューを果たす。同年4月、共栄学園高等学校に進学。同年6月、第14回U18アジア選手権代表に選出され、負傷の影響で出場機会は限られたが優勝を経験した。
2023年、第75回全日本高等学校選手権（春高バレー）に出場し、準々決勝に進出した。また16歳（高校2年生）で日本代表登録メンバーに選出。同年、第18回U19世界選手権代表にオポジット・セッター登録で選出。大会最多得点を記録し、チームは4位となった。
2024年、第76回全日本高等学校選手権に出場し、1回戦で敗退。同年、第21回U20アジア選手権代表に選出。チームの準優勝に貢献し、自身はベストオポジットスパイカーを受賞した。
2025年、第77回全日本高等学校選手権において、エースとして準決勝の就実戦で42得点、決勝の下北沢成徳戦では35得点を挙げ、共栄学園の19年ぶりの優勝に貢献。最優秀選手賞を受賞した。
2025年1月16日、河俣心海・矢田和香とともにSVリーグのヴィクトリーナ姫路との選手契約締結が発表された。同年3月4日、共栄学園高等学校を卒業。5日にチームに合流し、8日の2024-25シーズン第18節・NECレッドロケッツ川崎戦でSVリーグ初出場を果たした。16日のデンソーエアリービーズ戦では出場3試合目で初得点を記録すると、試合には敗れたもののチーム最多の21得点を記録した。
2025年、2年ぶりに日本代表登録メンバーに選出された。2025年ネーションズリーグに登録され、第1週初戦のオランダ戦で途中出場しシニア代表初出場と初得点を記録した。
2025年8月、ドイツ・ブンデスリーガ1部のドレスナーSCへのレンタル移籍が発表された。

## 球歴
- アンダーカテゴリー日本代表
  - U18アジア選手権 - 2022年
  - U19世界選手権 - 2023年
  - U20アジア選手権 - 2024年
- 日本代表（2023年、2025年）
  - ネーションズリーグ - 2025年

## 人物
- 実父は元インドアバレーボール選手・ビーチバレーボール選手の山本辰生[26]。
- 継父は2010年世界柔道選手権73キロ級金メダリストの秋本啓之[2][27]。
- 弟が1人、妹が2人いる。
- 共栄学園には茨城県つくば市の実家からおよそ1時間半かけて通学。大会前には学校の寮で寝泊まりしていた[27]。

## 受賞歴
- 2021年 - 第35回全国都道府県対抗中学大会 オリンピック有望選手
- 2024年 - 第21回U20アジア選手権 ベストオポジット
- 2024年 - 第77回全日本高等学校選手権 最優秀選手賞

## 所属チーム
- 共栄学園中学校（2019-2022年）
- 共栄学園高等学校（2022-2025年）
- ヴィクトリーナ姫路（2025年-）
  -  ドレスナーSC（2025-2026年）